# Jean Carlo Witte
Jean Carlo Witte (* 24. September 1977 in Blumenau) ist ein ehemaliger brasilianischer Fußballspieler.

## Sportlicher Werdegang
Witte spielte für den FC Santos und nahm als Juniorennationalspieler mit der brasilianischen U-20-Nationalmannschaft an der Juniorenweltmeisterschaft 1997 teil, bei der sie im Viertelfinale ausschied. Bei seinem Klub, bei dem er im Hinspiel um die Copa Conmebol 1998 gegen Rosario Central zum Einsatz kam und somit zum Titelgewinn beitrug, konnte sich der Abwehrspieler nicht dauerhaft durchsetzen und wurde 2001 an den EC Bahia abgegeben. 2002 wechselte er in die japanische J1 League zum FC Tokyo. Nach vier Jahren zog er zu Shonan Bellmare in die J2 League weiter und schaffte mit dem Klub 2009 den Sprung in die Erstklassigkeit. Am Ende der folgenden Spielzeit beendete er seine Profikarriere.